# Talbot-Lago
|  | Per a altres significats, vegeu «Talbot (raça de gos)». |

Talbot-Lago va ser un fabricant d'automòbils francès amb seu a Suresnes, Alts de Seine, fora de París. L'empresa era propietat i gestionada per Antonio Lago, un enginyer italià que va adquirir els drets de la marca Talbot després de la desaparició de la filial de Darracq Londres, Automobiles Talbot France el 1936.
Sota la gestió de Lago, l'empresa va produir una gamma d'automòbils que incloïa cotxes esportius i de carreres, en alguns casos dissenyats per l'empresa de carrosses Figoni et Falaschi, fins a la desaparició de Talbot-Lago el 1959, quan els problemes financers de l'empresa van obligar a vendre l'empresa a Simca.
Va competir al campionat del món de la Fórmula 1 de forma privada, sense representació oficial de la fàbrica, amb pilots com Philippe Étancelin, Louis Chiron o Louis Rosier. Van disputar curses de les temporades 1950, 1951 i 1952.